# Pouteria amygdalina
Pouteria amygdalina là một loài thực vật thuộc họ Sapotaceae. Loài này có ở Belize và Guatemala.